# Lista över Nordkoreas försvarsministrar

## Försvarsministrar
| Namn | Namn           | Ämbetsperiod                  | Politisk tillhörighet           |
| ---- | -------------- | ----------------------------- | ------------------------------- |
|      | Choi Yong-kun  | september 1948–september 1957 | Koreas socialdemokratiska parti |
|      | Kim Kwang-hyop | september 1957–oktober 1962   |                                 |
|      | Kim Chang-bong | oktober 1962–december 1968    |                                 |
|      | Choe Hyon      | december 1968–maj 1976        |                                 |
|      | O Jin-u        | maj 1976–februari 1995        |                                 |
|      | Choe Kwang     | februari 1995–februari 1997   |                                 |
|      | Kim Il-chol    | februari 1997–februari 2009   |                                 |
|      | Kim Yong-chun  | februari 2009–april 2012      |                                 |
|      | Kim Jong-gak   | april 2012–november 2012      | Koreas arbetarparti             |
|      | Kim Kyok-sik   | november 2012–maj 2013        |                                 |
|      | Jang Jong-nam  | maj 2013–juni 2014            |                                 |
|      | Hyon Yong Chol | juni 2014–30 april 2015       |                                 |
|      | Okänt          | 30 april 2015–11 juli 2015    |                                 |
|      | Pak Yong-sik   | 11 juli 2015–                 | Koreas arbetarparti             |